# ویتسن
ویتسن (به آلمانی: Wietzen) یک شهر در آلمان است که در نینبورگ واقع شده‌است. ویتسن ۲٬۱۹۲ نفر جمعیت دارد.